# Blue Slide Park
Blue Slide Park è l'album di debutto in studio del rapper statunitense Mac Miller, pubblicato l'8 novembre 2011 dalla Rostrum Records. Nel luglio 2011, il titolo è stato annunciato, dal nome di una sezione del Frick Park (che è noto come Blue Slide Park) a Pittsburgh. Il parco si trova all'angolo tra Beechwood Blvd e Nicholson Street, a soli due isolati dalla Taylor Allderdice High School dove Miller ha frequentato gli studi. La copertina dell'album è stata disegnata da suo fratello maggiore Miller McCormick e Redtape Design.

## Promozione
Il 5 luglio 2011, Mac Miller ha annunciato il nome del suo album, Blue Slide Park sulla sua pagina YouTube. Il 22 agosto, Miller ha annunciato via Twitter che il primo singolo, "Frick Park Market", sarebbe uscito il 18 agosto insieme a un video musicale. Dall'uscita del video, ha raggiunto oltre 22 milioni di visualizzazioni. La canzone ha anche debuttato al numero 60 della Billboard Hot 100 degli Stati Uniti. Miller ha annunciato che non ci saranno apparizioni come ospiti nell'album. "Smile Back" è stato pubblicato il 23 settembre. La traccia del titolo, "Blue Slide Park", è uscita il 13 ottobre. Miller aveva dichiarato che la traccia sarebbe stata pubblicata dopo aver raggiunto le 25 000 copie, il 21 ottobre Miller ha tenuto una sessione di ascolto dell'album privati per i giornalisti di New York, ricevendo recensioni positive.

## Singoli
Il primo singolo dell'album, "Frick Park Market", è stato prodotto da ID Labs e pubblicato il 18 agosto 2011. La canzone ha raggiunto il numero 60 nella classifica Billboard Hot 100 degli Stati Uniti. A quel tempo, era il singolo più alto dei grafici di Miller, superando la canzone "Donald Trump", che si classificò al numero 75.
Il secondo singolo dell'album, "Party on Fifth Ave.", prodotto anche da ID Labs, è stato pubblicato il 28 ottobre 2011. La canzone ha debuttato al numero 64 degli Hot 100. Dopo l'uscita dell'album e il successo della classifica, la traccia "Smile Back" divenne la canzone con i grafici più alti di Miller all'epoca raggiungendo il numero 55 nella Billboard Hot 100, nonostante non fosse pubblicato come singolo.
Il terzo singolo dell'album, "Up All Night", è uscito in digitale via iTunes il 15 novembre 2011. Il brano ha raggiunto il picco 123. È stato pubblicato il 13 dicembre 2011.
Il quarto singolo dell'album, "Missed Calls", è stato prodotto da Ritz Reynolds ed è uscito il 22 giugno 2012. Il video musicale è stato pubblicato il 31 luglio 2012.

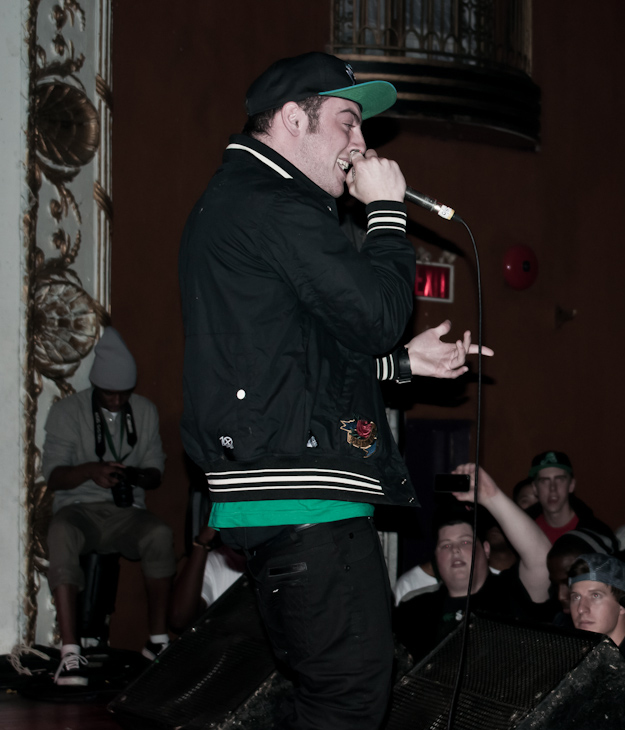
Mac in un concerto nel 2011

## Ricezione critica
Blue Slide Park ha ricevuto recensioni generalmente contrastanti da parte della critica musicale. Su Metacritic, un sito che calcola un punteggio aggregato basato su una serie di recensioni professionali, l'album ha ricevuto un punteggio di 58/100 (basato su 12 articoli) che indica "recensioni contrastanti o medie". Jon Garcia di AllHipHop.com ha dato all'album un punteggio di 6,5 su 10, criticando la produzione e affermando che "è come se non avesse ancora trovato il suo suono". XXL ha visto la produzione dell'album in modo più positivo, ma ha notato che Miller ha ancora "spazio per evolversi". Jordan Sargent di Pitchfork Mediaha dato all'album un punteggio di 1.0 su 10 e ha scritto "Il mondo di Miller è ermetico e, a meno che non sia uno in cui abiti, l'album non ha alcun fascino".

## Successo commerciale
Blue Slide Park ha debuttato al numero 1 negli Stati Uniti Billboard 200, vendendo 145 000 copie nella prima settimana, diventando così il primo album di debutto indipendente-distribuito a superare la tabella dal Tha Dogg Pound, Dogg Food (1995). Nella seconda settimana, l'album è sceso al numero 24; all'epoca era il sesto calo dal numero 1, legato all'album di Natale del 2011 di Michael Bublé. Ad agosto 2012, l'album ha venduto 344 000 copie. Il 14 maggio 2018, l'album è stato certificato oro dalla Recording Industry Association of America (RIAA) per vendite combinate e flussi superiori a 500.000 unità negli Stati Uniti.
Blue Slide Park ha guadagnato 12.000 unità equivalenti all'album nella settimana successiva alla morte di Miller il 7 settembre 2018, permettendo così all'album di rientrare nel Billboard 200 al numero 49.
In Canada, l'album ha debuttato al numero 8 della Canadian Albums Chart. Il 18 dicembre 2012, l'album è stato certificato oro da Music Canada (MC) per spedizioni superiori a 40.000 unità in Canada.

## Tour

### Europa - The Incredibly Dope Tour
Miller ha girato l'Europa all'inizio di settembre 2011 per promuovere l'album. La tappa del The Incredibly Dope Tour nel Regno Unito si è tenuta dal 1 al 4 settembre, costituendo quattro date a Londra, Manchester, Birmingham e Glasgow. Il tour si estese anche all'Europa continentale, a partire da Amsterdam il 6 settembre. Sono state anche annunciate due date a Parigi, così come Opwijk prima del ritorno di Mac negli Stati Uniti per esibirsi all'edizione 2011 del Rock the Bells a Boston. Le date successive hanno visto anche i Miller esibirsi in Germania e Scandinavia.

### Stati Uniti - Blue Slide Park Tour
Il tour di Miller negli Stati Uniti si è svolto da settembre a dicembre 2011. Il tour Blue Slide Park è iniziato il 22 settembre 2011, presso l'Irving Plaza a Manhattan, New York City. La data finale era il 9 dicembre, con Miller che si esibiva nella sua città natale, Pittsburgh.

## Tracce
1. English Lane – 1:35
2. Blue Slide Park – 2:25
3. Party on Fifth Ave. – 2:53
4. PA Nights – 3:04
5. Frick Park Market – 3:17
6. Smile Back – 2:44
7. Under the Weather – 4:21
8. Of the Soul – 3:28
9. My Team – 2:23
10. Up All Night – 3:29
11. Loitering – 3:11
12. Hole in My Pocket – 0:36
13. Diamonds & Gold – 3:20
14. Missed Calls – 2:58
15. Man in the Hat – 3:17
16. One Last Thing – 2:59

## Classifiche

### Classifiche settimanali
| Classifica (2011) | Posizione massima |
| ----------------- | ----------------- |
| Belgio (Fiandre)  | 185               |
| Belgio (Vallonia) | 178               |
| Canada            | 8                 |
| Danimarca         | 40                |
| Francia           | 175               |
| Paesi Bassi       | 159               |
| Stati Uniti       | 1                 |

### Classifiche di fine anno
| Classifica (2012) | Posizione |
| ----------------- | --------- |
| Stati Uniti       | 179       |